# Folclore

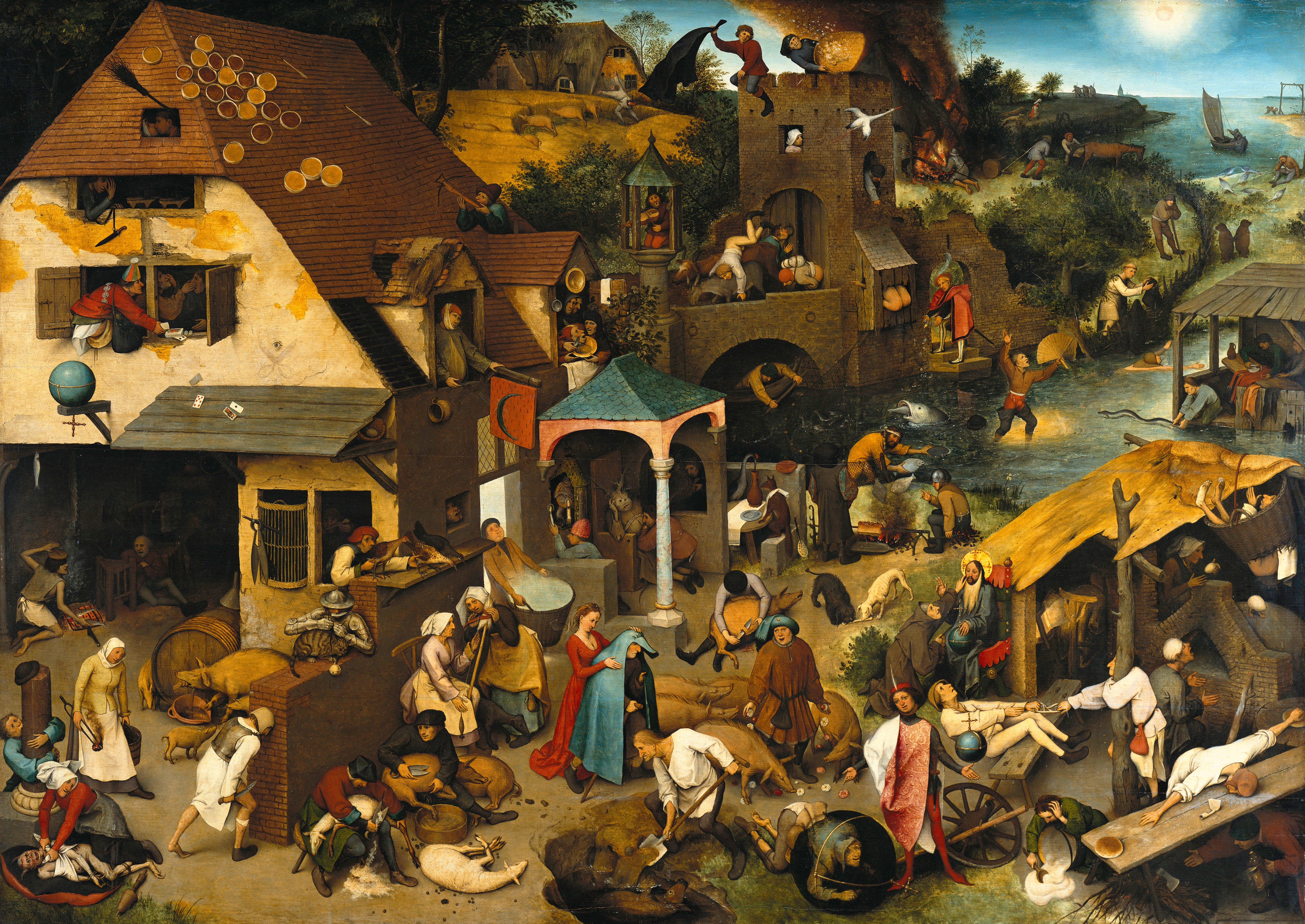
Los proverbios flamencos (1559), Gemäldegalerie de Berlín

El folclore, folclor (o folklor)  o folklore (del inglés folk, «pueblo», y lore, «acervo», «saber» o «conocimiento») es el cuerpo expresivo de la cultura compartida por un grupo particular de personas; abarca las tradiciones comunes a esa cultura, subcultura o grupo. Estas incluyen tradiciones orales, como cuentos, leyendas, proverbios, chistes, música tradicional y cultura material, que va desde los estilos de construcción tradicionales hasta los juguetes hechos a mano. El folclore también incluye las tradiciones, las formas y rituales de las celebraciones como la Navidad, las bodas, los bautizos, las danzas folclóricas y los ritos de iniciación. 
Cada uno de ellos, ya sea en combinación o individualmente, se considera un elemento folclórico. Tan esencial como la forma, el folclore también abarca la transmisión de estos elementos de una región a otra o de una generación a otra. El folclore no es algo que se pueda obtener a través de un currículo escolar formal o del estudio de las bellas artes; estas tradiciones se transmiten de manera informal de un individuo a otro, ya sea a través de la instrucción verbal o la demostración.
En 1960, la Unesco designó el 22 de agosto de cada año como Día Mundial del Folclore como reconocimiento a William Thoms, creador del término folclore.

## Visión general
Para entender completamente el folclore, es útil aclarar sus componentes: los términos folk y lore. Está bien documentado que el término fue acuñado en 1845 por el inglés William Thoms. Lo creó para denominar lo que entonces se llamaba «antigüedades populares» o «literatura popular». La segunda mitad de la palabra compuesta, lore, resulta más fácil de definir, ya que su significado ha permanecido relativamente estable durante los dos últimos siglos. Procedente del inglés antiguo lār, instrucción, y con cognados alemanes y neerlandeses, es el conocimiento y las tradiciones de un grupo particular, frecuentemente transmitido de boca en boca.
El concepto de folk resulta algo más difícil de entender. Cuando Thoms creó este término, la gente solo se refería a los campesinos rurales, a menudo pobres y analfabetos. Una definición más moderna de folclore es un grupo social que incluye a dos o más personas con rasgos comunes, que expresan su identidad compartida a través de tradiciones distintivas. «El folclore es un concepto flexible que puede referirse a una nación como en el folclore americano o a una sola familia». Esta definición social del folclore apoya una visión más amplia del material, es decir, la tradición, considerada como elementos del folclore. Estos incluyen ahora todas las «cosas que la gente hace con palabras (conocimiento verbal), cosas que hacen con las manos (conocimiento material), y cosas que hacen con sus acciones (conocimiento consuetudinario)». El folclore ya no se circunscribe a lo cronológicamente antiguo u obsoleto. El folclorista estudia los elementos tradicionales de un grupo social y cómo se transmiten.
La transmisión es una parte vital del proceso folclórico. Sin comunicar estas creencias y costumbres dentro del grupo en el espacio y el tiempo, se convertirían en fragmentos culturales relegados a los arqueólogos culturales. El folclore es también un verbo. Estos elementos folclóricos siguen siendo transmitidos de manera informal, por regla general de forma anónima y siempre en múltiples variantes. El grupo folclórico no es individualista, sino que se basa en la comunidad y nutre sus conocimientos en la comunidad. «A medida que surgen nuevos grupos, se crea nuevo folclore... surfistas, motociclistas, programadores informáticos». En contraste directo con la alta cultura, donde cualquier trabajo de un artista está protegido por la ley de derechos de autor, el folclore es una función de identidad compartida dentro del grupo social.
Una vez identificados los elementos folclóricos, el folclorista profesional se esfuerza por comprender el significado de estas creencias, costumbres y objetos para el grupo. Para estas unidades culturales no se transmitirían a menos que tuvieran alguna relevancia continua dentro del grupo. Sin embargo, ese significado puede cambiar y transformarse. Así, el Halloween del siglo XXI no es la víspera de todos los santos de la Edad Media, e incluso da lugar a su propio conjunto de leyendas urbanas independientes de la celebración histórica. Los rituales de limpieza del judaísmo ortodoxo eran originalmente de salud pública en una tierra con poca agua; ahora estas costumbres significan la identificación como judío ortodoxo. Esto se puede comparar con cepillarse los dientes, también transmitido dentro de un grupo, que sigue siendo una práctica de higiene y salud y no llega al nivel de una tradición de definición de grupo, ya que la tradición es inicialmente un comportamiento recordado. Una vez que pierde su propósito práctico, no hay razón para seguir transmitiéndolo a menos que haya sido imbuido de un significado más allá de la practicidad inicial de la acción. Este significado está en el centro de la folclorística, el estudio del folclore. Con una sofisticación cada vez más teórica de las ciencias sociales, se ha hecho evidente que el folclore es un componente natural y necesario de cualquier grupo social, que en realidad nos rodea. No tiene que ser viejo o anticuado. Sigue siendo creado, transmitido y en cualquier grupo se utiliza para diferenciar entre «nosotros» y «ellos».

## Origen y desarrollo de los estudios folclóricos
El folclore comenzó a distinguirse como una disciplina autónoma durante el período del nacionalismo romántico en Europa. Una figura particular en este desarrollo fue Johann Gottfried von Herder, cuyos escritos en la década de 1770 presentaron las tradiciones orales como procesos orgánicos basados en lo local. Después de que los estados alemanes fueran invadidos por la Francia napoleónica, el enfoque de Herder fue adoptado por muchos de sus compatriotas que sistematizaron las tradiciones populares registradas y las utilizaron en su proceso de construcción de la nación. Este proceso fue acogido con entusiasmo por naciones más pequeñas como Finlandia, Estonia y Hungría, que buscaban la independencia política de sus vecinos dominantes.
El folclore como campo de estudio se desarrolló aún más entre los estudiosos europeos del siglo XIX que contrastaban la tradición con la modernidad. Su enfoque era el folclore oral de las poblaciones campesinas rurales, que eran consideradas como residuos y supervivientes del pasado que continuaban existiendo en los estratos más bajos de la sociedad. Los Cuentos de la infancia y del hogar de los hermanos Grimm (primera edición, 1812) es la más conocida pero no la única colección de folclore verbal del campesinado europeo de la época. Este interés por los cuentos, dichos y canciones continuó a lo largo del siglo XIX y alineó la incipiente disciplina de la folclorística con la literatura y la mitología. A su vez, en el siglo XX, el número y la sofisticación de los estudios folclóricos y de los folcloristas había aumentado tanto en Europa como en América del Norte. Mientras que los folcloristas europeos seguían centrados en el folclore oral de las poblaciones campesinas homogéneas de sus regiones, los folcloristas estadounidenses, dirigidos por Franz Boas y Ruth Benedict, optaron por considerar las culturas nativas americanas en su investigación, e incluyeron la totalidad de sus costumbres y creencias como folclore. Esta distinción alineó la folclorística estadounidense con la antropología cultural y etnología, utilizando las mismas técnicas de recolección de datos en su investigación de campo. Esta alianza dividida de la folclorística entre las humanidades en Europa y las ciencias sociales en América ofrece una gran cantidad de puntos de vista teóricos y herramientas de investigación para el campo de la folclorística en su conjunto, a pesar de que sigue siendo un punto de discusión dentro del campo mismo.
El término Folclorística, junto con su sinónimo Estudios del Folclore, ganó terreno en la década de 1950 para distinguir el estudio académico de la cultura tradicional de los propios elementos folclóricos. Con la aprobación en 1976 de la Ley de Preservación del Folclore Estadounidense (P.L. 94-201), aprobada por el Congreso de los Estados Unidos, junto con la Celebración del Bicentenario en 1976, la folclorística en los Estados Unidos alcanzó la mayoría de edad.

«...[Folclore] se refiere a la cultura expresiva tradicional compartida entre los diversos grupos en Estados Unidos: familiar, étnica, ocupacional, religiosa, regional; la cultura expresiva incluye una amplia gama de formas creativas y simbólicas como las costumbres, las creencias, la habilidad técnica, el idioma, la literatura, el arte, la arquitectura, la música, el juego, la danza, el teatro, el rito, la pompa, la artesanía; estas expresiones se aprenden principalmente oralmente, por imitación o en la representación, y generalmente se mantienen sin el beneficio de la instrucción formal o de la dirección institucional.»

Además de la panoplia de otras leyes diseñadas para proteger el patrimonio cultural y natural de los Estados Unidos, esta ley también marca un cambio en la conciencia nacional. Da voz a una comprensión cada vez mayor de que la diversidad cultural es una fortaleza nacional y un recurso digno de protección. Paradójicamente, es una característica unificadora, no algo que separa a los ciudadanos de un país. «Ya no vemos la diferencia cultural como un problema a resolver, sino como una gran oportunidad. En la diversidad de la vida folclórica estadounidense encontramos un mercado repleto de intercambio de formas tradicionales e ideas culturales, un rico recurso para los estadounidenses». Esta diversidad se celebra anualmente en el Smithsonian Folklife Festival y en muchos otros festivales folclóricos en todo el país.

## Definición defolk
El folk del siglo XIX, el grupo social identificado en el término original folklore, se caracterizaba por ser rural, analfabeto y pobre. Eran los campesinos que vivían en el campo, en contraste con la población urbana de las ciudades. Solo hacia el final del siglo el proletariado urbano (a la par de la teoría marxista) se incluyó como folk junto a los pobres de las zonas rurales. El rasgo común en esta definición ampliada de folk era su identificación como subclase de la sociedad.
Avanzando hacia el siglo XX, junto con el nuevo pensamiento en las ciencias sociales, los folcloristas también revisaron y ampliaron su concepto de grupo folclórico. En la década de 1960 se entendía que los grupos sociales, es decir, los grupos folclóricos, estaban por todas partes a nuestro alrededor; cada individuo está inmerso en una multitud de identidades diferentes y sus grupos sociales concomitantes. El primer grupo en el que cada uno de nosotros nace es la familia, y cada familia tiene su propio folclore familiar. A medida que un niño se convierte en un individuo, su identidad también aumenta para incluir la edad, el idioma, la etnia, la ocupación, etc. Cada una de estas cohortes tiene su propio folclore, y como señala un folclorista, esto «no es una especulación vana.... Décadas de trabajo de campo han demostrado de manera concluyente que estos grupos tienen su propio folclore». En esta concepción moderna, el folclore es una función de la identidad compartida dentro de cualquier grupo social.
Este folclore puede incluir chistes, dichos y comportamientos esperados en múltiples variantes, siempre transmitidos de manera informal. En su mayor parte se aprende mediante la observación, imitación, repetición o corrección por parte de otros miembros del grupo. Este conocimiento informal se utiliza para confirmar y reforzar la identidad del grupo. Se puede utilizar tanto internamente dentro del grupo para expresar su identidad común, por ejemplo, en una ceremonia de iniciación para los nuevos miembros, o se puede utilizar externamente para diferenciar al grupo de los de afuera, como una demostración de baile folclórico en un festival comunitario. Para los folcloristas es importante que haya dos formas opuestas, pero igualmente válidas, de usar esto en el estudio de un grupo: puedes empezar con un grupo identificado para explorar su folclore, o puedes identificar elementos folclóricos y usarlos para identificar al grupo social.
A partir de los años sesenta del siglo XX, una mayor expansión del concepto de folclore comenzó a desplegarse en la folclorística. Investigadores individuales identificaron grupos folclóricos que previamente habían sido pasados por alto e ignorados. Un ejemplo importante de esto se encuentra en un número de The Journal of American Folklore, publicado en 1975. Esta edición está dedicada exclusivamente a artículos sobre el folclore femenino, con enfoques que no venían desde la perspectiva del hombre. Otros grupos que se destacaron como parte de esta comprensión ampliada del grupo folclórico fueron las familias no tradicionales, los grupos ocupacionales y las familias que persiguieron la producción de artículos folclóricos a través de múltiples generaciones.

## Géneros
Los elementos folclóricos se clasifican comúnmente en tres tipos: materiales, verbales o consuetudinarios. En su mayor parte auto-explicativas, estas categorías incluyen objetos físicos (folclore material), dichos, expresiones, historias y canciones comunes (folclore verbal), y creencias y formas de hacer las cosas (folclore tradicional). Existe también un cuarto subgénero mayor definido para el folclore y los juegos infantiles (folclore infantil), ya que la recopilación e interpretación de este tema es propia de los patios de las escuelas y de las calles de los barrios. Cada uno de estos géneros y sus subtipos tiene la intención de organizar y categorizar los elementos folclóricos; proporcionan un vocabulario común y un etiquetado consistente para que los folcloristas se comuniquen entre sí.
Dicho esto, cada artefacto es único; de hecho, una de las características de todos los elementos folclóricos es su variación dentro de los géneros y tipos. Esto contrasta directamente con los productos manufacturados, donde el objetivo de la producción es crear productos idénticos, y las variaciones se consideran errores. Sin embargo, es precisamente esta variación necesaria la que hace que la identificación y clasificación de las características definitorias sea un reto. Y aunque esta clasificación es esencial para el área temática de la folclorística, sigue siendo solo un etiquetado, y añade poco a la comprensión del desarrollo y significado tradicional de los elementos mismos.
Por necesarias que sean, las clasificaciones de género son engañosas en su simplificación excesiva del área temática. Los elementos folclóricos nunca son autónomos, no se mantienen aislados, sino que son particulares en la auto-representación de una comunidad. Con frecuencia se combinan diferentes géneros para marcar un evento. Por lo tanto, una celebración de cumpleaños puede incluir una canción o una fórmula para saludar al niño que cumple años (verbal), la presentación de un pastel y regalos (material), así como las costumbres para honrar al individuo, como sentarse a la cabecera de la mesa y soplar las velas con un deseo. También puede haber juegos especiales en las fiestas de cumpleaños que generalmente no se juegan en otros momentos. Además de la complejidad de la interpretación, la fiesta de cumpleaños de un niño de siete años no será idéntica a la fiesta de cumpleaños de ese mismo niño de seis años, aunque siga el mismo modelo. Para cada artefacto encarna una única variante de una representación en un tiempo y un espacio determinados. La tarea del folclorista es identificar dentro de este exceso de variables las constantes y el significado expresado que brillan a través de todas las variaciones: honrar al individuo dentro del círculo de familiares y amigos, regalar para expresar su valor al grupo, y por supuesto, la comida y bebida de la celebración como significantes del evento.

### Tradición oral
La definición formal de la tradición oral son las palabras, tanto escritas como orales, que son «formas habladas, cantadas y sonoras de expresión tradicional que muestran patrones repetitivos». Aquí son cruciales los patrones repetitivos. La tradición oral no es una conversación cualquiera, sino palabras y frases que se ajustan a una configuración tradicional reconocida tanto por el orador como por la audiencia. Para los tipos narrativos, por definición, tienen una estructura consistente y siguen un modelo existente en su forma narrativa. Como un simple ejemplo, la frase «Un elefante entra en un bar...» señala instantáneamente el siguiente texto como una broma. Puede que sea una que ya hayas escuchado, pero puede ser una que el orador acaba de inventar en el contexto actual. Esto es folclore en acción. Otro ejemplo es la canción infantil Old MacDonald Had a Farm, donde cada actuación es distinta en los animales nombrados, su orden y sus sonidos. Canciones como esta se utilizan para expresar valores culturales (las granjas son importantes, los agricultores son viejos y curtidos) y para enseñar a los niños sobre los diferentes animales domésticos.
El folclore oral fue el folclore original, los elementos definidos por William Thoms como tradiciones culturales orales más antiguas de la población rural. En su llamamiento de 1846 para pedir ayuda en la documentación de antigüedades, Thoms se hacía eco de los estudiosos de todo el continente europeo para coleccionar ejemplos de la tradición oral. A principios del siglo XX, estas colecciones habían crecido hasta incluir ejemplos de todo el mundo y a lo largo de varios siglos. Se hizo necesario un sistema para organizarlos y categorizarlos. Antti Aarne publicó un primer sistema de clasificación de cuentos populares en 1910. Posteriormente, Stith Thompson lo amplió al sistema de clasificación de Aarne-Thompson y sigue siendo el sistema de clasificación estándar para los cuentos populares europeos y otros tipos de literatura oral. A medida que aumentaba el número de ejemplos orales clasificados, se observaron similitudes en las muestras que se habían recogido de regiones geográficas, grupos étnicos y épocas muy diferentes, dando lugar al Método Histórico-Geográfico, una metodología que dominó la folclorística en la primera mitad del siglo XX.
Cuando William Thoms publicó por primera vez su llamamiento para documentar la tradición oral de las poblaciones rurales, se creía que estos elementos folclóricos se extinguirían a medida que la población se alfabetizara. En los últimos dos siglos, esta creencia ha demostrado ser errónea; los folcloristas siguen recopilando información, tanto escrita como oral, de todos los grupos sociales. Algunas variantes pueden haber sido recogidas en colecciones publicadas, pero gran parte de ellas se siguen transmitiendo oralmente y, de hecho, se siguen generando en nuevas formas y variantes a un ritmo alarmante.
A continuación se enumera una pequeña muestra de tipos y ejemplos de tradiciones verbales.
- Aloha
- Balada
- Bendición
- Bluegrass
- Canto coral
- Encantamiento
- Teoría de conspiración
- Country
- Poesía vaquera
- Mito de la creación
- Maldiciones
- Símiles
- Epopeya
- Fábula
- Cuento de hadas
- Creencia popular
- Etimología popular
- Metáfora
- Etnopoética
- Música tradicional
- Canción tradicional
- Jerga
- Cuento popular
- Cuento de fantasmas
- Saludo
- Llamada del cerdo
- Insulto
- Chiste
- Keening
- Latrinalia
- Leyenda
- Limerick
- Canción de cuna
- Mito
- Juramento
- Fórmula de despedida
- Pecos Bill
- Nombre de lugar
- Oración a la hora de dormir
- Oración en la mesa
- Proverbio
- Respuestas
- Adivinanza
- Brindis cómico
- Saga
- Saloma
- Venta ambulante
- Superstición
- Relato exagerado
- Mofas
- Brindis
- Trabalenguas
- Leyenda urbana
- Juego de palabras
- Canto a la tirolesa

### Cultura material

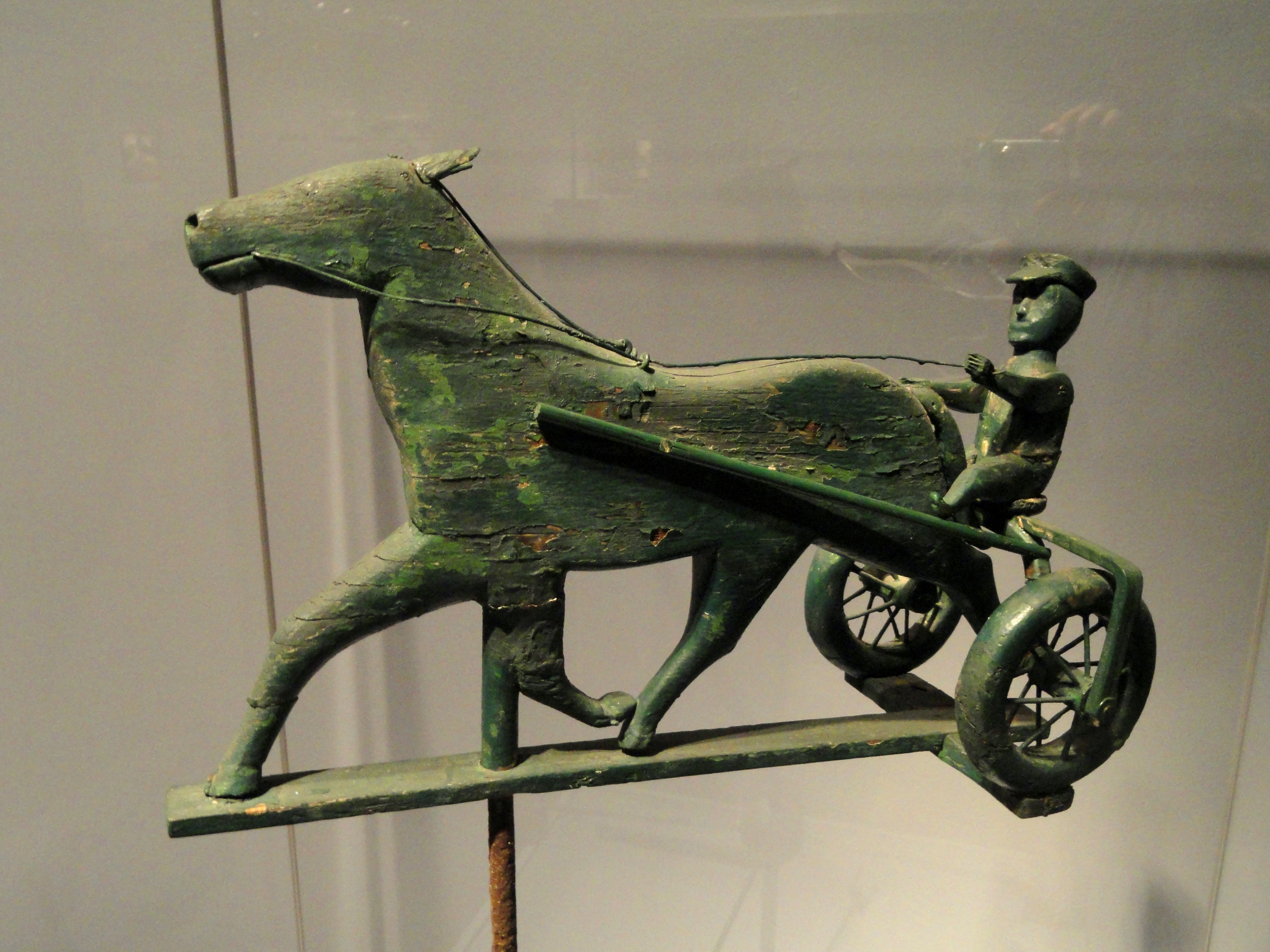
Veleta con figura de caballo y sulky, Museo Smithsoniano de Arte Americano

El género de la cultura material incluye todos los elementos que se pueden tocar, sostener, vivir o comer. Son objetos tangibles, con una presencia física destinada a ser utilizada de forma permanente o solo en la siguiente comida. La mayoría de estos elementos folclóricos son objetos individuales que han sido creados a mano para un propósito específico. Sin embargo, los elementos folclóricos también se pueden producir en masa, como las decoraciones navideñas. Estos objetos siguen siendo considerados folclóricos debido a su larga historia (preindustrial) y a su uso consuetudinario. Todos estos objetos materiales «existían antes y continúan junto a la industria mecanizada. ...[Se] transmiten a través de las generaciones y están sujetos a las mismas fuerzas de la tradición conservadora y la variación individual» que se encuentran en todos los elementos populares. De interés para los folcloristas son su forma física, su método de fabricación o construcción, su patrón de uso, así como la adquisición de las materias primas. El significado para aquellos que hacen y usan estos objetos es importante. El principal significado de estos estudios es el complejo equilibrio entre la continuidad y el cambio tanto en su diseño como en su decoración.
En Europa, antes de la Revolución Industrial, todo se hacía a mano. Mientras que algunos folcloristas del siglo XIX querían asegurar las tradiciones orales de la población rural antes de que la población se alfabetizara, otros folcloristas buscaron identificar los objetos artesanales antes de que sus procesos de producción se perdieran en la fabricación industrial. Así como la tradición verbal continúa siendo activamente creada y transmitida en la cultura actual, estas artesanías, posiblemente con un cambio de propósito y significado, todavía se pueden encontrar a nuestro alrededor. Porque hay muchas razones para seguir haciendo objetos a mano para su uso. Podría significar que estas habilidades son necesarias para reparar artículos manufacturados. O quizás se desea un diseño único que no se encuentra (o no se puede encontrar) en las tiendas. Muchas artesanías se consideran como un simple mantenimiento del hogar, como la cocina, la costura y la carpintería. La artesanía también se ha convertido para muchos en un pasatiempo agradable y satisfactorio. Por último, pero no por ello menos importante, los objetos hechos a mano han adquirido el brillo del prestigio, en los que se invierte más tiempo y reflexión en su creación y se valora su singularidad. Para el folclorista, estos objetos artesanales encarnan relaciones polifacéticas en la vida de los artesanos y los usuarios, que carecen por completo de artículos producidos en serie sin conexión con un artesano individual.
Muchas artesanías tradicionales han sido elevadas a las bellas artes o a las artes aplicadas y enseñadas en escuelas de arte, tales como la herrería y la fabricación de vidrio. O se les da un nuevo uso como arte folclórico, caracterizado como objetos en los que la forma decorativa supera sus necesidades utilitarias. El arte popular se encuentra en signos hex de los graneros neerlandeses de Pensilvania, esculturas de hojalata hechas por metalúrgicos, decoraciones navideñas en el exterior de una casa, taquillas escolares decoradas, armas de fuego talladas y tatuajes. «Palabras como ingenuo, autodidacta e individualista se usan para describir estos objetos, y se presenta la creación excepcional en lugar de la representativa». Esto contrasta con nuestra comprensión de los elementos folclóricos que se cultivan y se transmiten en la comunidad.
Muchos objetos de folclore material, grandes y pequeños, son difíciles de clasificar, difíciles de archivar y difíciles de almacenar. ¿Cómo preservamos estos elementos de la cultura material y cómo los usamos? Esta es la tarea asignada a los museos. Con este objetivo se ha desarrollado el concepto de museo al aire libre, comenzando en Escandinavia a finales del siglo XIX. Estos museos están para enseñar, no solo para exponer. Los actores muestran cómo se usaban los objetos, recreando la vida cotidiana de personas de todos los segmentos de la sociedad. Para ello, estos museos dependen en gran medida de los objetos materiales de una sociedad preindustrial. Muchas ubicaciones incluso duplican el procesamiento de los objetos, creando así nuevos objetos de un período histórico anterior. Estos museos de historia viva se encuentran por todo el mundo como parte de una próspera industria del patrimonio.
Esta lista representa solo una pequeña muestra de los objetos y habilidades que se incluyen en los estudios de cultura material.
- Libros de autógrafos
- Bunad
- Bordado
- Arte folclórico
- Indumentaria tradicional
- Medicina popular
- Recetas de cocina
- Hábitos alimenticios
- Artesanía
- Juguetes hechos a mano
- Pacas de heno
- Signos hex
- Artesanía del hierro
- Alfarería
- Acolchado
- Esculpido de piedra
- Tipis
- Vallas tradicionales
- Arquitectura popular
- Veletas
- Trabajo de la madera

### Costumbres
La cultura consuetudinaria se recuerda como una promulgación, es decir, como una recreación. Son los patrones de comportamiento esperados dentro de un grupo, la «forma tradicional y esperada de hacer las cosas». Una costumbre puede ser un solo gesto, como un apretón de manos o un pulgar hacia abajo. También puede ser una interacción compleja de múltiples costumbres y elementos folclóricos como los que se ven en la fiesta de cumpleaños de un niño, incluyendo la tradición verbal (canción Cumpleaños feliz), la tradición material (regalos y un pastel de cumpleaños), juegos (sillas musicales) y costumbres individuales (pedir un deseo al soplar las velas). Cada uno de ellos es un elemento folclórico por derecho propio, potencialmente digno de investigación y análisis cultural. Juntos se combinan para crear la costumbre de celebrar una fiesta de cumpleaños, una combinación de múltiples elementos que tienen significado dentro de su grupo social.

Papá Noel dando regalos a los niños, una práctica popular común asociada con la Navidad en las naciones occidentales

Los folcloristas dividen las costumbres en varias categorías diferentes. Una costumbre puede ser una celebración estacional, como el Día de Acción de Gracias o el Año Nuevo. Puede ser una celebración del ciclo de vida de un individuo, como el bautismo, el cumpleaños o la boda. Una costumbre también puede marcar un festival o evento comunitario; ejemplos de esto son el Carnaval en Colonia o el Mardi Gras en Nueva Orleans. Una cuarta categoría incluye las costumbres relacionadas con las creencias populares. Caminar bajo una escalera es solo uno de los muchos símbolos que se consideran desafortunados. Los grupos profesionales tienden a tener una rica historia de costumbres relacionadas con su vida y trabajo, como por ejemplo las tradiciones de los marineros o leñadores. El área del folclore eclesiástico, que incluye modos de culto no sancionados por la iglesia establecida, tiende a ser tan grande y compleja que generalmente se trata como un área especializada de las costumbres populares; se requiere una considerable experiencia en los rituales eclesiásticos estándar a fin de interpretar adecuadamente las costumbres y creencias populares que se originaron en la práctica oficial de la iglesia.

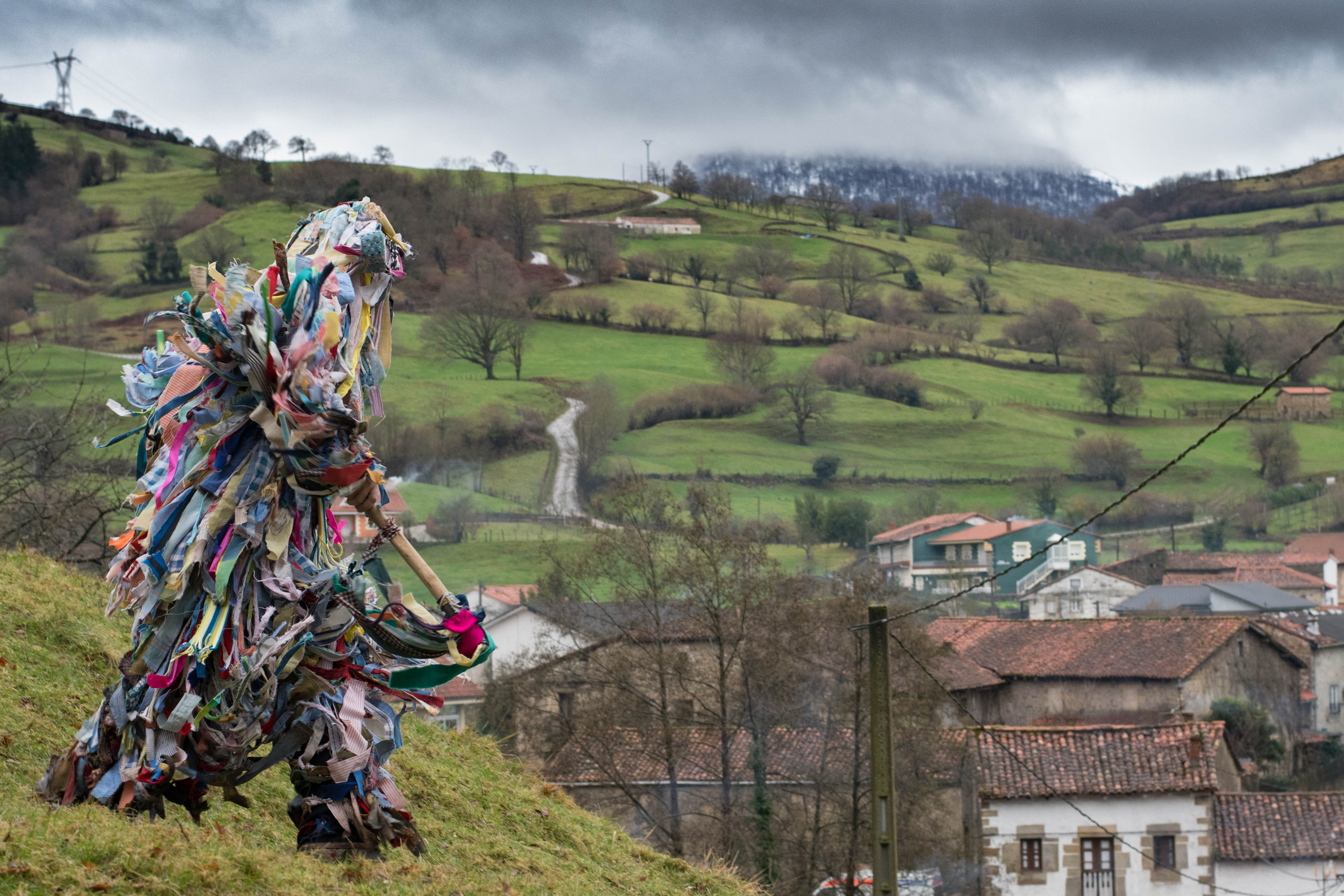
Trapajón de La Vijanera, en Silió (España)

El folclore consuetudinario es, por definición, el folclore en acción; siempre es una representación, ya sea un solo gesto o un complejo de costumbres escritas. Participar en la costumbre, ya sea como intérprete o como público, significa el reconocimiento de ese grupo social. Algunas conductas consuetudinarias están destinadas a ser realizadas y entendidas solo dentro del propio grupo. Otras costumbres están diseñadas específicamente para representar a un grupo social ante los forasteros, aquellos que no pertenecen a este grupo. El desfile del Día de San Patricio en Nueva York y en otros lugares es un solo ejemplo de un grupo étnico que hace alarde de su separación (comportamiento diferencial) y alienta al resto a mostrar su alianza con este colorido grupo étnico. 
Estos festivales y desfiles, con un público objetivo de personas que no pertenecen al grupo social, se cruzan con los intereses y la misión de los folcloristas públicos, que se dedican a la documentación, preservación y presentación de las formas tradicionales de vida folclórica. Con un creciente interés popular por las tradiciones populares, estas celebraciones comunitarias son cada vez más numerosas en todo el mundo occidental. Mientras estas muestran la diversidad de su comunidad, los grupos económicos han descubierto que estos desfiles y festivales folclóricos son buenos para los negocios. Todos los tipos de personas están en las calles, comiendo, bebiendo y gastando. Esto atrae el apoyo no solo de la comunidad empresarial, sino también de organizaciones estatales y regionales, para estas fiestas callejeras locales. Paradójicamente, al mostrar la diversidad dentro de la comunidad, estos eventos han llegado a autentificar la verdadera comunidad, donde los intereses de los negocios se alían con los variados grupos sociales (populares) para promover los intereses de la comunidad como un todo.
Esta lista es solo una pequeña muestra de los tipos y ejemplos de costumbres.
- Amish
- Construcción de granero
- Cumpleaños
- Cakewalk
- Cuna de gato
- Navidad
- Cruzar los dedos
- Danza folclórica
- Representación folclórica
- Medicina tradicional
- Higa
- Halloween
- Hoodening
- Gestos
- Día de la Marmota
- Criollos de Luisiana
- Mimo
- Nativos hawaianos
- Güija
- Powwows
- Bromas
- Fiesta de San Juan
- Shakers
- Símbolos
- Día de Acción de Gracias
- Pulgar hacia abajo
- Dulce o truco
- Caza de ballenas
- Yo-yos

### Infancia y juegos

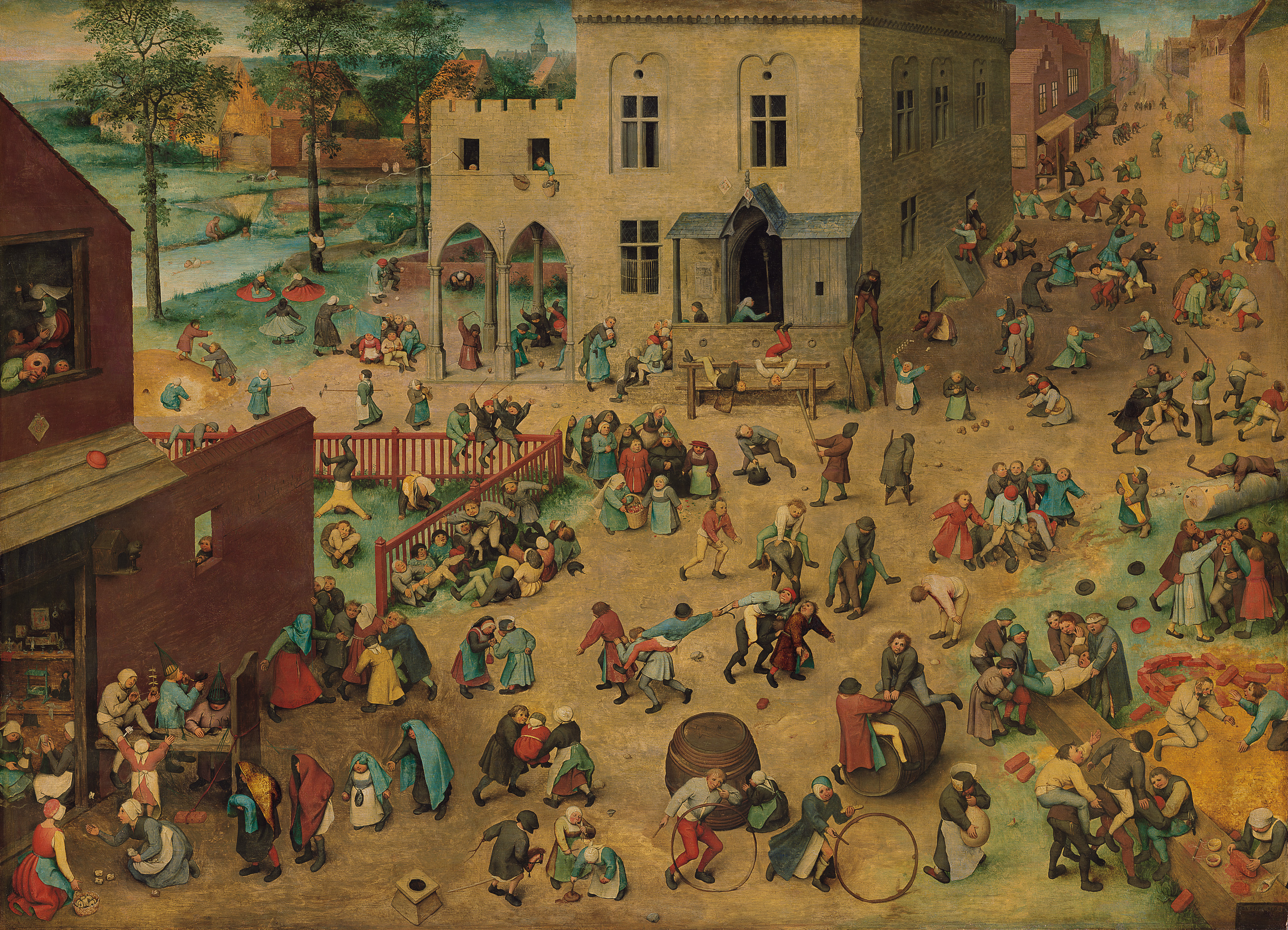
Juegos de niños de Pieter Brueghel el Viejo (1560)

El folclore infantil es una rama distinta del folclore que se ocupa de las actividades transmitidas por los niños a otros niños, lejos de la influencia o supervisión de un adulto. El folclore infantil contiene elementos de todos los géneros folclóricos estándar de la tradición oral, material y consuetudinaria; sin embargo, es la transmisión de niño a niño la que distingue estos elementos. La infancia es un grupo social donde los niños enseñan, aprenden y comparten sus propias tradiciones, floreciendo en una cultura callejera fuera del ámbito de los adultos. Por ello es interesante que se documente, como demostraron Iona y Peter Opie en su libro Children's Games in Street and Playground. El grupo social de los niños se estudia en sus propios términos, no como una derivación de los grupos sociales adultos. Se demuestra que la cultura de los niños es bastante distintiva; generalmente pasa desapercibida por el mundo de los adultos, y muy poco afectada por ella.
De particular interés para los folcloristas es el modo de transmisión de estos elementos; esta tradición circula exclusivamente dentro de una red informal de niños o de un grupo folclórico. No incluye los elementos que los adultos enseñan a los niños. Sin embargo, los niños pueden tomar lo que se les enseña y enseñarlo a otros niños, convirtiéndolo en folclore infantil. O pueden tomar los elementos y convertirlos en otra cosa. Esta tradición infantil se caracteriza por «su falta de dependencia de la forma literaria y fija». Los niños viven en un mundo de comunicación informal y oral, sin obstáculos por la necesidad de mantener y transmitir información por medios escritos. Esto es lo más cercano que los folcloristas pueden llegar a observar la transmisión y la función social de este conocimiento popular antes de la difusión de la alfabetización durante el siglo XIX.
Las colecciones originales de juegos y tradiciones infantiles del siglo XIX estaban impulsadas por el temor de que la cultura de la infancia se extinguiera. Los primeros folcloristas, entre ellos Alice Gomme en Gran Bretaña y William Wells Newell en Estados Unidos, sintieron la necesidad de captar la vida y las actividades no estructuradas y sin supervisión de los niños de la calle antes de que se perdieran. Este temor resultó ser infundado. En una comparación de cualquier patio de recreo de una escuela moderna con el cuadro Juegos de niños, de Pieter Brueghel el Viejo, podemos ver que el nivel de actividad es similar, y muchos de los juegos de la pintura de 1560 son reconocibles y comparables a las variaciones modernas que todavía se juegan hoy en día.
Estos mismos elementos folclóricos, en innumerables variaciones, también continúan sirviendo a la misma función de aprender y practicar las habilidades necesarias para el crecimiento. Por lo tanto, practicar ritmos y rimas fomenta el desarrollo del equilibrio y la coordinación en los bebés y los niños, como por ejemplo la rima Peter Piper. Canciones y cantos, accediendo a una parte diferente del cerebro, se utilizan para memorizar series (Canción del alfabeto). También proporcionan el ritmo necesario para ritmos y movimientos físicos complejos, ya sea aplaudiendo, saltando con cuerdas o botando con la pelota. Además, muchos juegos físicos se utilizan para desarrollar la fuerza, la coordinación y la resistencia de los jugadores. Para algunos juegos en equipo, las negociaciones sobre las reglas pueden durar más tiempo que el juego en sí, ya que se ensayan las habilidades sociales. Incluso ahora que se está descubriendo la neurociencia que sustenta la función de desarrollo de este folclore infantil, los elementos en sí mismo han estado en juego durante siglos.
A continuación se enumeran solo una pequeña muestra de tipos y ejemplos de juegos y elementos folclóricos infantiles.
- Churro, mediamanga, mangotero
- Rimas
- Fórmulas de echar a suertes
- Dreidel
- Eeny, meeny, miny, moe
- Juegos
- Juegos tradicionales
- London Bridge Is Falling Down
- Canciones de cuna
- Adivinanzas
- Corro de la patata
- Stickball
- Juegos callejeros

### Historia popular
Se han presentado argumentos sólidos para considerar la historia popular como una subcategoría distinta del folclore, que ha recibido la atención de folcloristas como Richard Dorson y la publicación de la revista The Folklore Historian, patrocinada por la Sección de Historia y Folclore de la American Folklore Society. El estudio de la historia popular se ha desarrollado especialmente en Irlanda, donde el Handbook of Irish Folklore (el libro estándar utilizado por todos los trabajadores de campo de la Irish Folklore Commission) reconoció la «tradición histórica» como una categoría separada, tradicionalmente conocida como seanchas. Henry Glassie, en su estudio clásico Passing the Time in Ballymenone, hizo una contribución pionera. Guy Beiner ha presentado, más que nadie, estudios en profundidad de la historia popular irlandesa. Beiner ha identificado una serie de géneros característicos de lo que ha denominado «narración de la historia», tales como cuentos (divididos en cuentos y mini-historias), canciones y baladas (especialmente canciones rebeldes), poemas, rimas, brindis, profecías, proverbios y refranes, nombres de lugares y una variedad de prácticas rituales conmemorativas. Estos son recitados a menudo por narradores especialmente dedicados (seanchaithe) y por historiadores populares (staireolaithe). Beiner ha adoptado desde entonces el término historiografía vernácula para superar los límites de «las divisiones artificiales entre las culturas orales y literarias que se encuentran en el centro de las conceptualizaciones de la tradición oral».